# Deoxyribonukleotid

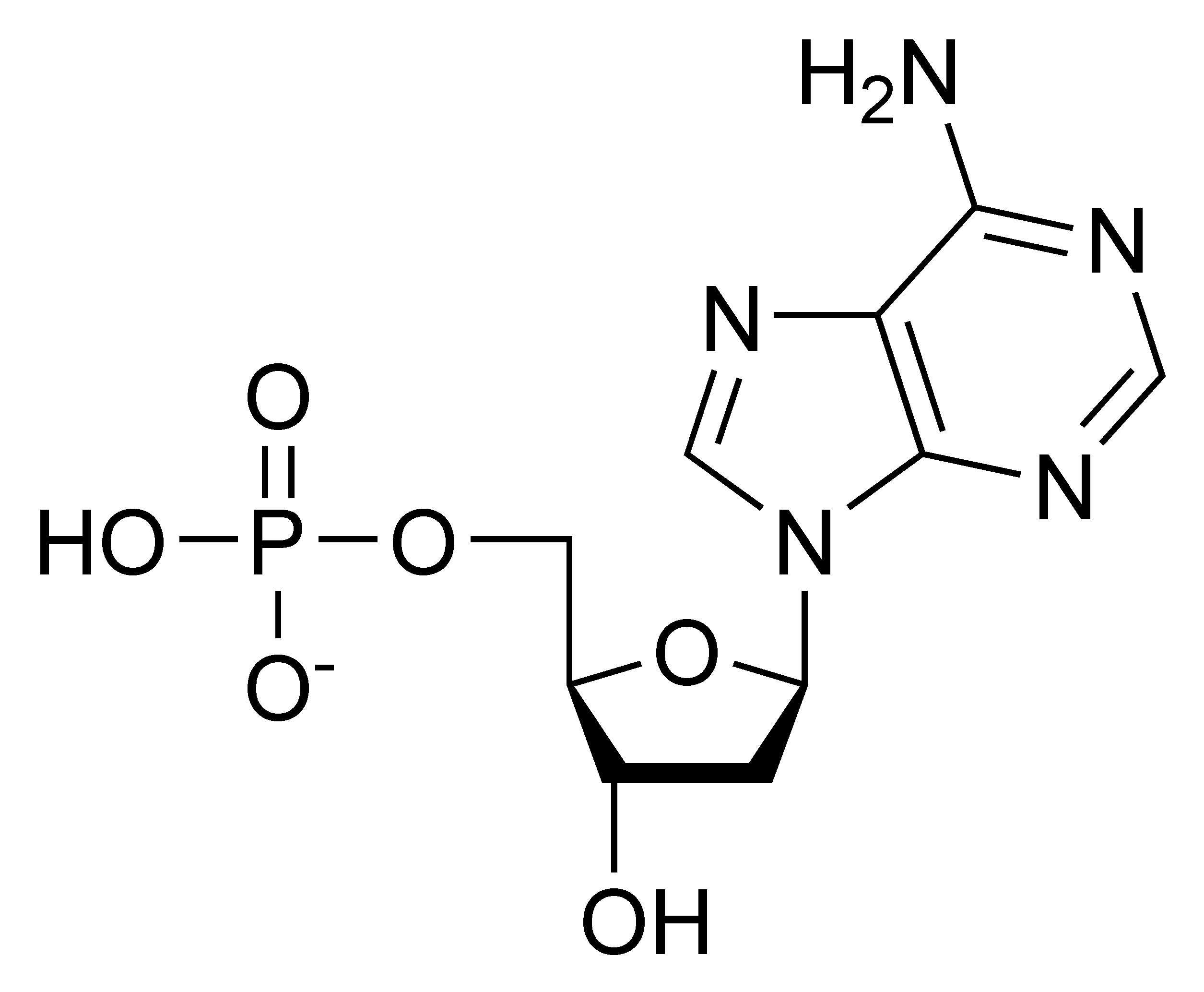
Deoxyadenosinmonofosfát (dAMP), tedy deoxyribonukleotid složený z deoxyribózy, adeninu a jedné fosfátové skupiny

Deoxyribonukleotid je nukleotid, složený z nukleové báze (A, C, G, T, U), monosacharidu deoxyribózy a jedné či více fosfátových skupin. V těle se vyrábí redukcí ribonukleosiddifosfátů pomocí ribonukleotidreduktázy. Jsou to, snad vyjma dUTP, základní stavební částice deoxyribonukleové kyseliny (DNA)